# Vikariáty litoměřické diecéze

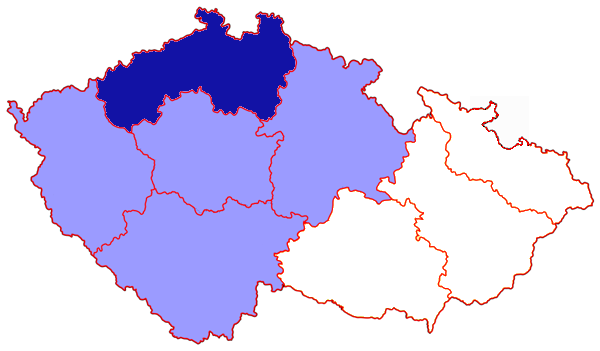
Litoměřická diecéze je označena na mapě České republiky tmavě modrou barvou

Litoměřická diecéze je územně členěna na 10 vikariátů. V jejich čele stojí okrskoví vikáři. Každý vikariát se pak dělí na jednotlivé farnosti, v litoměřické diecézi většinou sdružené do farních obvodů, kdy z důvodu nedostatku kněží má jeden kněz na starosti farností více.

## Historie vikariátů v litoměřické diecézi
Od svého vzniku v roce 1655 litoměřická diecéze co se týče svého vnitřního uspořádání několikrát změnila svou organizační strukturu, protože měnila také svou velikost a postupně se zvětšovala. Většinou se členila na jednotlivé vikariáty, v některých historických obdobích (např. za nacistické okupace), krátkodobě i na jiné odvozené organizační jednotky.
Tam kde se v litoměřické diecézi objevují historické tituly proboštství (Mělník od r. 1896), arciděkanství (6 případů: Horní Police od roku 1723, Liberec od roku 1879, Šluknov od roku 1922, Ústí nad Labem od roku 1928, Bílina od roku 1934 a Mladá Boleslav od roku 1941) nebo děkanství (40 případů: Česká Kamenice, Česká Lípa – in urbe, Český Dub, Děčín I, Dobrovice, Doksy, Dubá, Duchcov, Frýdlant v Čechách, Chomutov, Chorušice, Jablonec nad Nisou, Jablonné v Podještědí, Jirkov, Kadaň, Libáň, Liberec-Rochlice, Libochovice, Lipová, Litoměřice, Litvínov, Louny, Mašťov, Mnichovo Hradiště, Most, Nový Bor, Osek u Duchcova, Podbořany, Postoloprty, Rožďalovice, Rumburk, Semily, Sobotka, Teplice v Čechách, Turnov, Úštěk, Varnsdorf, Zákupy, Žatec, Železný Brod), tyto názvy pocházejí pocházejí buď z doby před vznikem diecéze nebo je významné farnosti získaly jako čestné tituly. Nejde zde však o bývalé organizační jednotky jako jsou vikariáty. Přehled těchto titulů a datum jejich vzniku je možné najít v seznamu farností litoměřické diecéze.

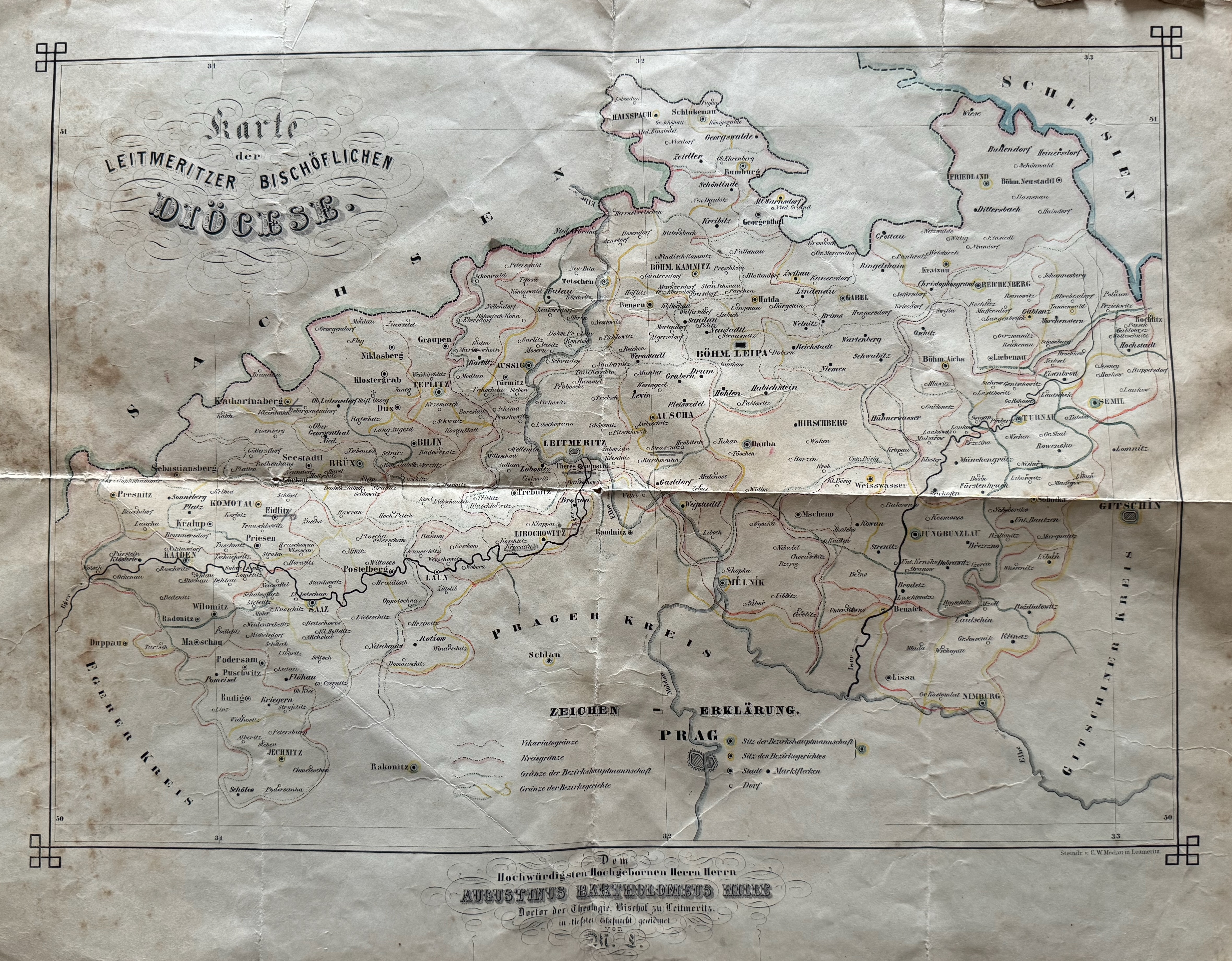
Mapa diecéze před rokem 1865

Jako příklad staršího vikariátního členění lze uvést údaj v Almanachu katolického kléru z roku 1912, který sestavil P. Canisius Werner S.D.S. a katecheta z Rychnova u Jablonce nad Nisou Anton Ramsch, kdy v litoměřické diecézi bylo 26 vikariátních obvodů (něm.): Auscha, Aussig, Bilin, Brüx, Friedland, Gabel, Gablonz, Hainspach, Hirschberg, Leitmeritz, Libochowitz, Jungbunzlau, Jechnitz, Kaaden, Kamnitz, Komotau, Laun, Leipa, Melnik, Münchengrätz, Nimburg, Reichenberg, Saaz, Semil, Teplitz a Turnau.
K zatím poslední velké organizační úpravě co se týče vikariátní struktury došlo v rámci změn hranic diecézí k 31. květnu 1993, kdy zanikl Nymburský vikariát a vikariátů bylo ustanoveno celkem osm. Některé farnosti tohoto vikariátu byly přičleněny do pražské arcidiecéze, zbytek farností pak rozdělen mezi mladoboleslavský vikariát a turnovský vikariát v rámci litoměřické diecéze. Počet vikariátů se v roce 1995 zvětšil z osmi na deset a Katalog litoměřické diecéze (Neměnná část) vydaný v roce 1997 tento počet vikariátů kodifikoval. Úplně poslední změnou bylo od 1. ledna 2013 na základě dekretu Kongregace pro biskupy vyřazení farnosti Vejprty z plzeňské diecéze v karlovarském vikariátu a včlenění této farnosti do vikariátu krušnohorského.

## Vikariáty a jejich znaky

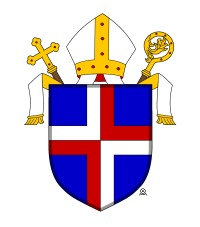
Znak litoměřické diecéze používaný od roku 1947. Autorem štítu je Břetislav Štorm, který jej pro biskupa Štěpána Trochtu navrhl původně takto: v modrém štítu čtvrcený heroltský kříž střídavých barev, stříbrné a červené.

### Znaky vikariátů
Od 1. ledna 2019 používají vikariáty litoměřické diecéze vlastní znaky, které používají za základ znak litoměřické diecéze. Znakem litoměřické diecéze je v modrém štítu stříbrně a červeně čtvrcený kříž. Štít je podložen zlatým latinským křížem provázeným mitrou a berlou. Vše převýšeno zeleným kloboukem se šesti střapci po každé straně.

Vikariáty v minulosti žádnými znaky nedisponovaly, užívaly však razítka, v jejichž poli se uplatňoval znak litoměřického biskupa, přičemž od episkopátu Josefa Hurdálka (1815–1822) zůstal tento znak, tedy prostý latinský kříž, nezměněný. Od 80. let 20. století začalo být turnovským vikariátem využíváno razítko, v jehož poli byl tradičně užívaný znak diecéze doplněný vpravo nahoře třemi zlatými mincemi (odkaz na svatomikulášské patrocinium turnovského děkanského kostela; autorem znaku byl slovenský církevní heraldik Zdenko G. Alexy).

### Znaky farností odvozené od znaků vikariátů
Co se týče farností litoměřické diecéze, pouze několik málo farností v litoměřické diecézi disponuje svým historickým znakem. Od 90. let 20. století začaly vznikat nové znaky farností v turnovském vikariátu, přičemž v nich byl vždy využit i vikariátní znak (autorem této koncepce byl opět Zdenko G. Alexy). S ohledem na takto vytvořenou tradici a především praktičnost a jednoznačnost takovýchto znaků (znak plně vypovídá o příslušnosti k diecézi i vikariátu) byla vytvořena níže uvedená pravidla pro tvorbu nových znaků farností. V případě, že farnost již disponuje znakem, ať už je jakéhokoliv staří, má právo jej nadále bez omezení užívat. Pokud chce farnost nový znak, musí dodržet následující postup:

Nový znak farnosti se tvoří tím způsobem, že jedna jeho polovina představuje znak příslušného vikariátu, druhá vzniká za použití heraldických figur odkazujících na patrocinium farního kostela. Možnosti půlení znaku na poloviny jsou dvě, a sice:

- tzv. polcení (tj. svislé rozdělení), přičemž znak vikariátu bude na heraldicky pravé straně znaku;
- tzv. dělení (tj. vodorovné rozdělení), které nemusí být provedeno stejnoměrně, ale lze vytvořit i tzv. hlavu štítu (ta je užší, než jeho spodní polovina), přičemž znak vikariátu bude při užití jakékoliv z variant vždy v horní polovině znaku;

V odůvodněných případech lze použít i jiné varianty sloučení vikariátního znaku a „farní“ heraldické figury, např. užitím tzv. volné čtvrti s vikariátním znakem.

Blason (odborný popis) nově vytvářeného znaku farnosti (ideálně společně s jeho výtvarným ztvárněním) musí být schválen litoměřickým biskupem. Neschválený znak není možné používat.

## Přehled vikariátů
|     | Vikariát                                                       | Náčrt území | Blasony vikariátních znaků | Znak |
| --- | -------------------------------------------------------------- | ----------- | --- | ---- |
| 1.  | Českolipský vikariát (v katalogu diecéze)                      |             | V modrém štítu stříbrně a červeně čtvrcený kříž provázený vpravo nahoře stříbrnou lvicí se zlatou zbrojí. Vše převýšeno černým kněžským kloboukem se dvěma černými střapci. Zvolený symbol odkazuje na sv. Zdislavu, která se provdala do rodu Markvarticů, jejichž znakem byla právě lvice. |      |
| 2.  | Děčínský vikariát (v katalogu diecéze)                         |             | V modrém štítu stříbrně a červeně čtvrcený kříž provázený vpravo nahoře vynikajícím zlatým latinským křížem. Vše převýšeno černým kněžským kloboukem se dvěma černými střapci. Zvolený symbol odkazuje na patrocinium děkanského kostela v Děčíně a rovněž na skutečnost, že na Šluknovsku se nachází unikátní soubor křížových cest. |      |
| 3.  | Krušnohorský vikariát (dříve Chomutovský) (v katalogu diecéze) |             | V modrém štítu stříbrně a červeně čtvrcený kříž provázený vpravo nahoře zlatou lilií. Vše převýšeno černým kněžským kloboukem se dvěma černými střapci. Lilie jako symbol Panny Marie odkazuje na množství mariánských poutních míst ve vikariátu (Květnov, Horní Jiřetín, Březno u Chomutova) i významných kostelů s tímto zasvěcením ve vikariátu (Most, Chomutov). |      |
| 4.  | Liberecký vikariát (v katalogu diecéze)                        |             | V modrém štítu stříbrně a červeně čtvrcený kříž provázený vpravo nahoře kosmo položenou holí svatého Antonína šikmo přeloženou zlatou berlou se závitem doleva. Vše převýšeno černým kněžským kloboukem se dvěma černými střapci. Zvolený symbol odkazuje na sv. Antonína Velikého, jakožto patrona libereckého arciděkanského kostela. |      |
| 5.  | Litoměřický vikariát (v katalogu diecéze)                      |             | V modrém štítu stříbrně a červeně čtvrcený kříž provázený vpravo nahoře zlatým věncem. Vše převýšeno černým kněžským kloboukem se dvěma černými střapci. Zvolený symbol odkazuje na sv. Štěpána prvomučedníka, patrona katedrály, neboť stefanos je řecky věnec. |      |
| 6.  | Lounský vikariát (v katalogu diecéze)                          |             | V modrém štítu stříbrně a červeně čtvrcený kříž provázený vpravo nahoře zlatým přibývajícím půlměsícem provázeným vpravo zlatou hvězdou. Vše převýšeno černým kněžským kloboukem se dvěma černými střapci. Zvolené symboly využívají částečně znak lounského děkanství, kde je měsíc odkazem na město Louny (luna). Zároveň jsou měsíc i hvězda symboly Panny Marie, odkazující na mariánská poutní místa ve vikariátu (Liběšice u Žatce, Dolní Ročov) či patrocinium děkanského kostela v Žatci. |      |
| 7.  | Mladoboleslavský vikariát (v katalogu diecéze)                 |             | V modrém štítu stříbrně a červeně čtvrcený kříž provázený vpravo nahoře knížecí korunou přirozených tinktur. Vše převýšeno černým kněžským kloboukem se dvěma černými střapci. Zvolený symbol odkazuje zejména na kněžnu sv. Ludmilu, jejíž původ je tradičně kladen do Mělníka. |      |
| 8.  | Teplický vikariát (v katalogu diecéze)                         |             | V modrém štítu stříbrně a červeně čtvrcený kříž provázený vpravo nahoře hlavou svatého Jana Křtitele položenou na zlaté míse. Vše převýšeno černým kněžským kloboukem se dvěma černými střapci. Zvolený symbol odkazuje na patrocinium děkanského kostela v Teplicích, zároveň je také připomínkou na uchovávání relikviáře s ostatky tohoto světce v oseckém klášteře. |      |
| 9.  | Turnovský vikariát (v katalogu diecéze)                        |             | V modrém štítu stříbrně a červeně čtvrcený kříž provázený vpravo nahoře třemi zlatými mincemi (1, 2). Vše převýšeno černým kněžským kloboukem se dvěma černými střapci. Zvolený symbol odkazuje na svatomikulášské patrocinium děkanského kostela v Turnově. |      |
| 10. | Ústecký vikariát (v katalogu diecéze)                          |             | V modrém štítu stříbrně a červeně čtvrcený kříž provázený vpravo nahoře zlatou pětilistou růží se zlatým semeníkem a zlatými okvětními lístky. Vše převýšeno černým kněžským kloboukem se dvěma černými střapci. Růže jakožto mariánský symbol odkazuje v prvé řadě na patrocinium ústeckého arciděkanského kostela. Dále je připomínkou dalšího ústeckého kostela sv. Vojtěcha, neboť růže byla považována za domnělý znak Slavníkovců.                                                          |      |

## Zaniklé vikariáty
- Nymburský vikariát